# 羅馬尼亞農村博物館
羅馬尼亞農村博物館（羅馬尼亞語：Muzeul Satului）是位於羅馬尼亞首都布加勒斯特赫拉斯特勞公園的一個露天博物館，展示羅馬尼亞傳統的農村生活。博物館面積超過10萬平方米，包括了來自羅馬尼亞全國各地272個農場和農舍。

## 画廊

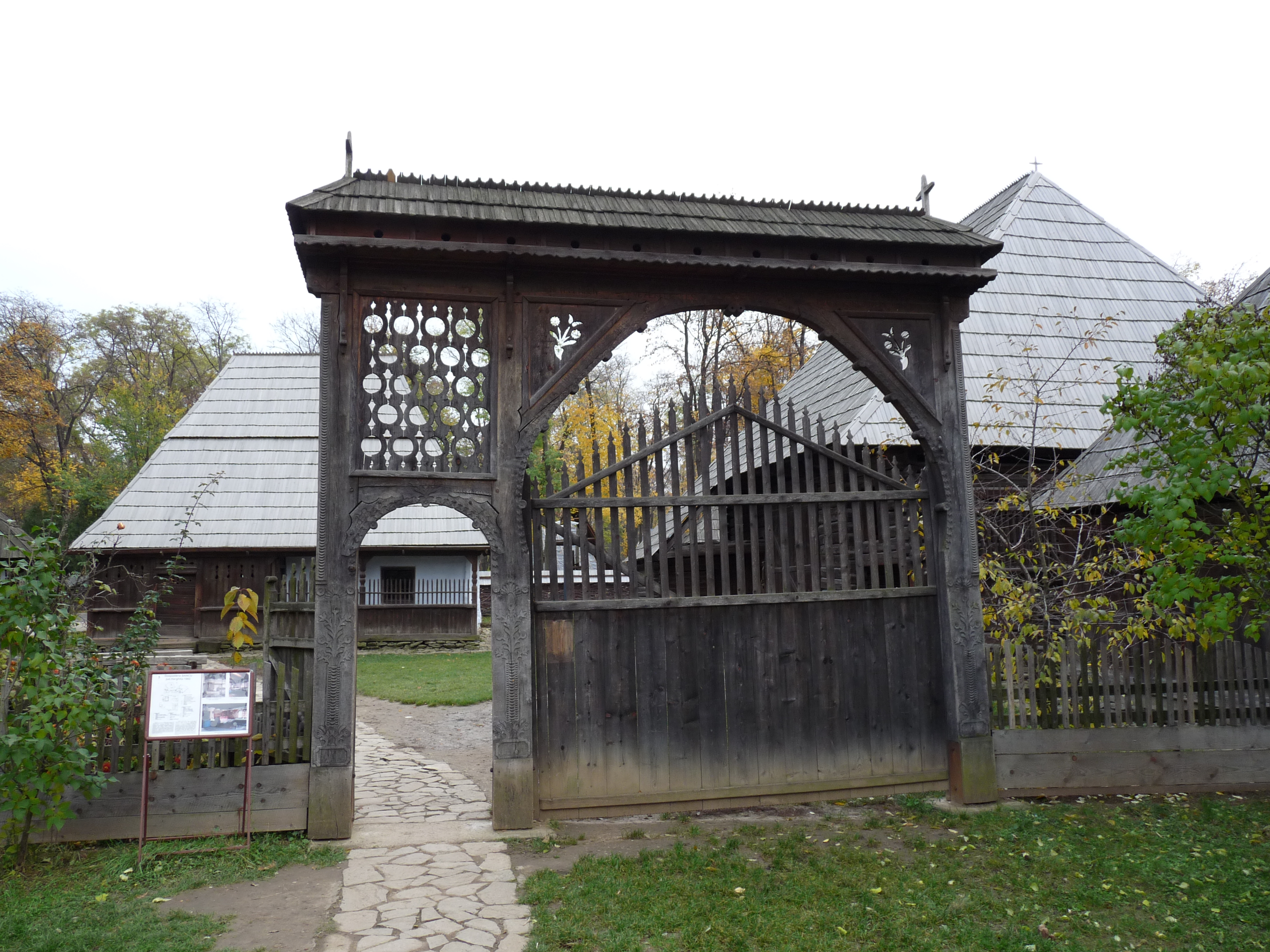
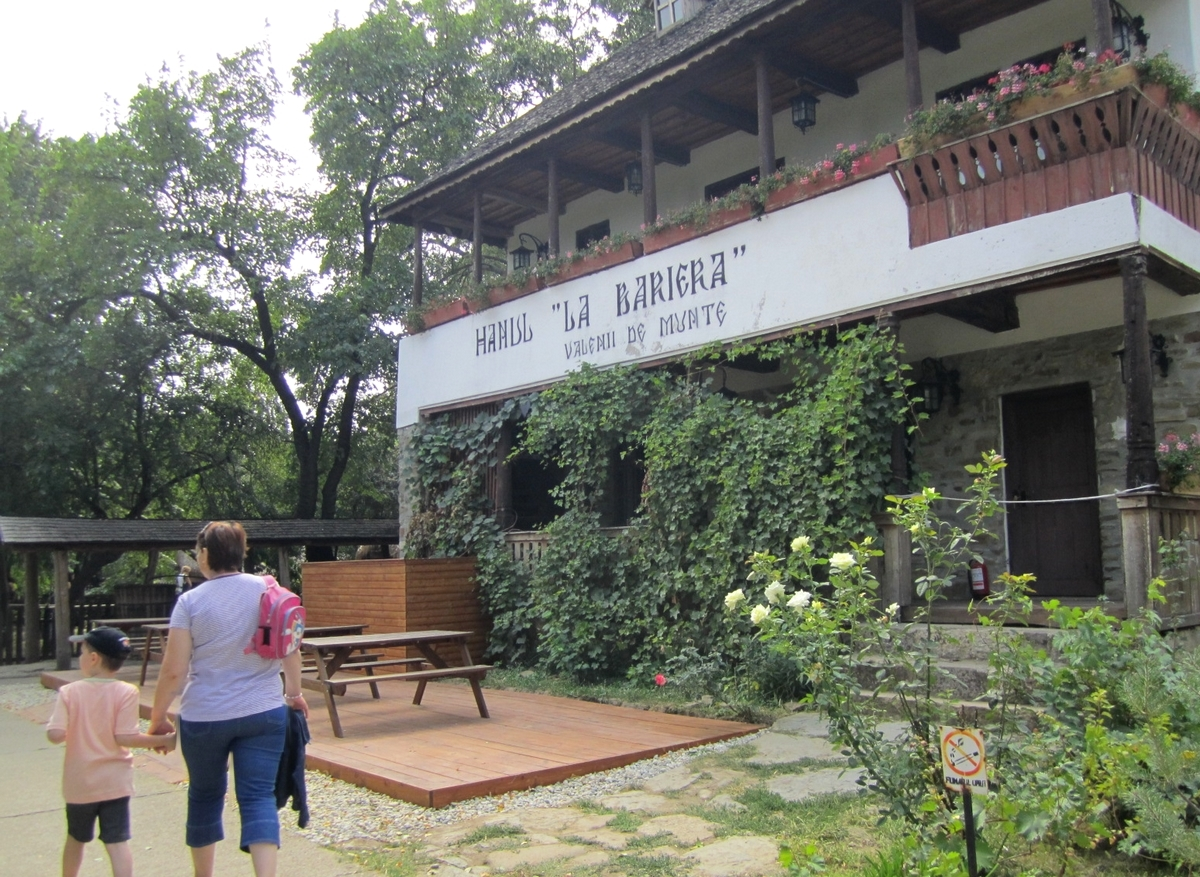
"La Bariera" 小旅馆
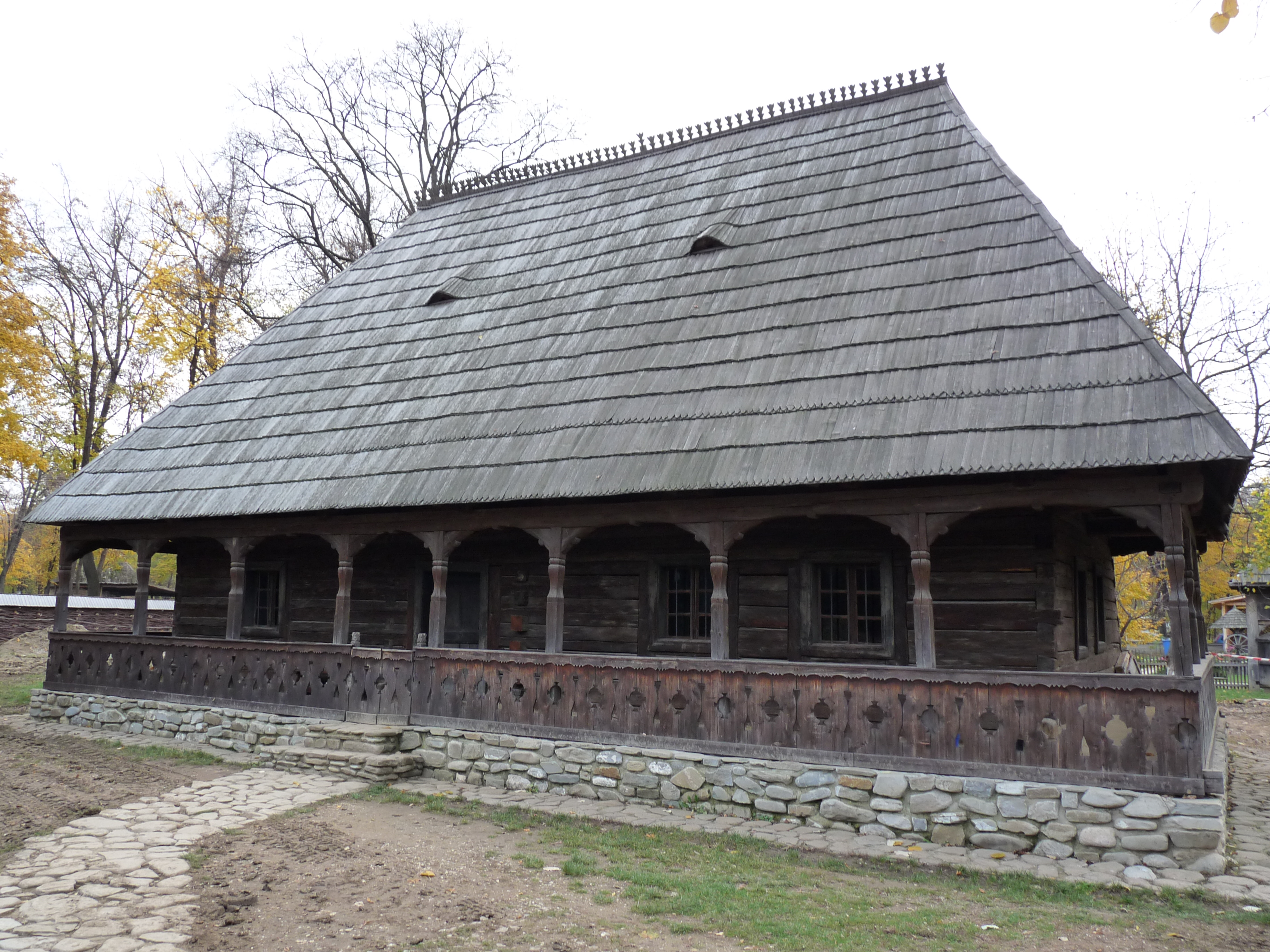
19世纪的马拉穆列什
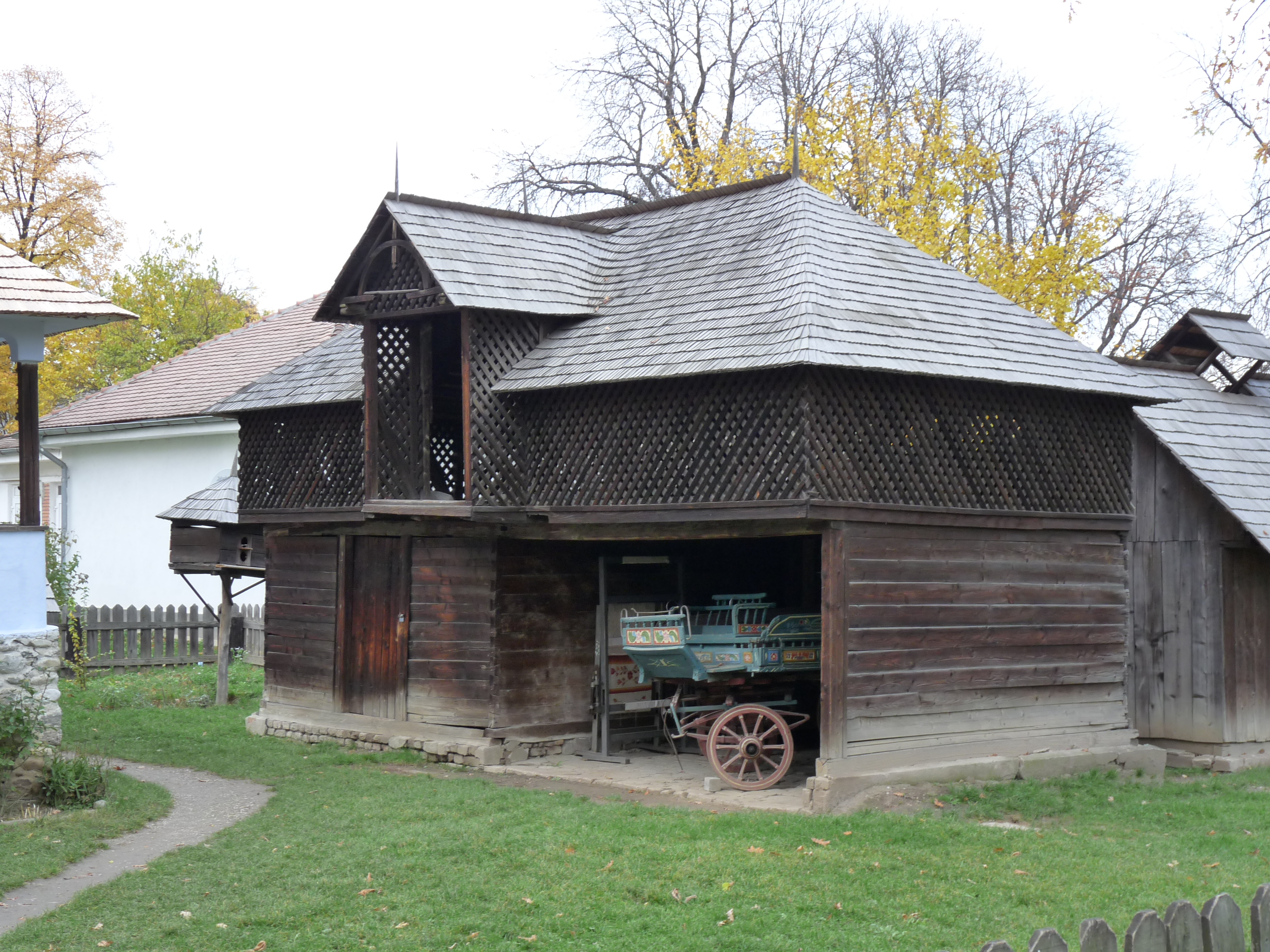
干草棚
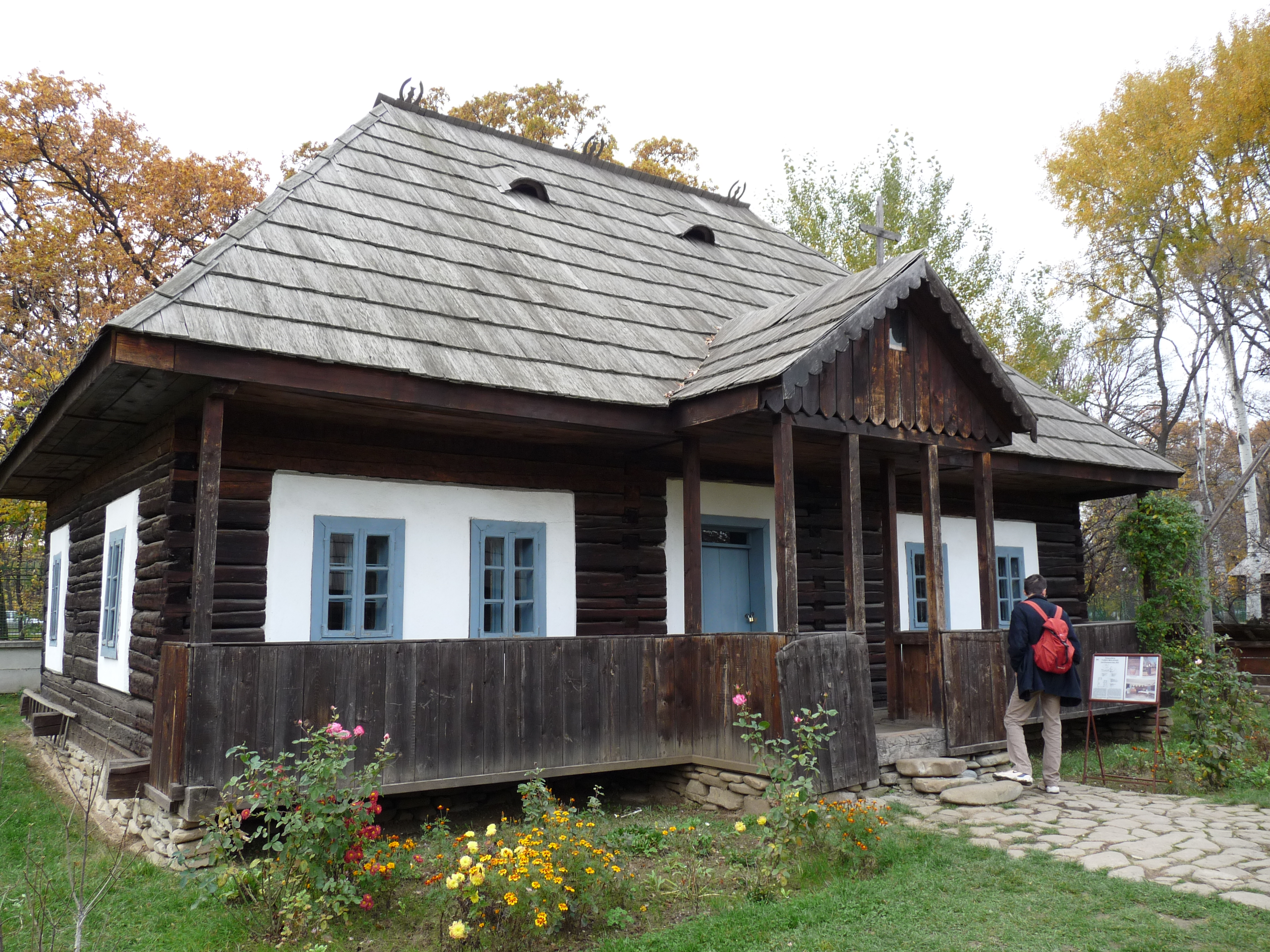
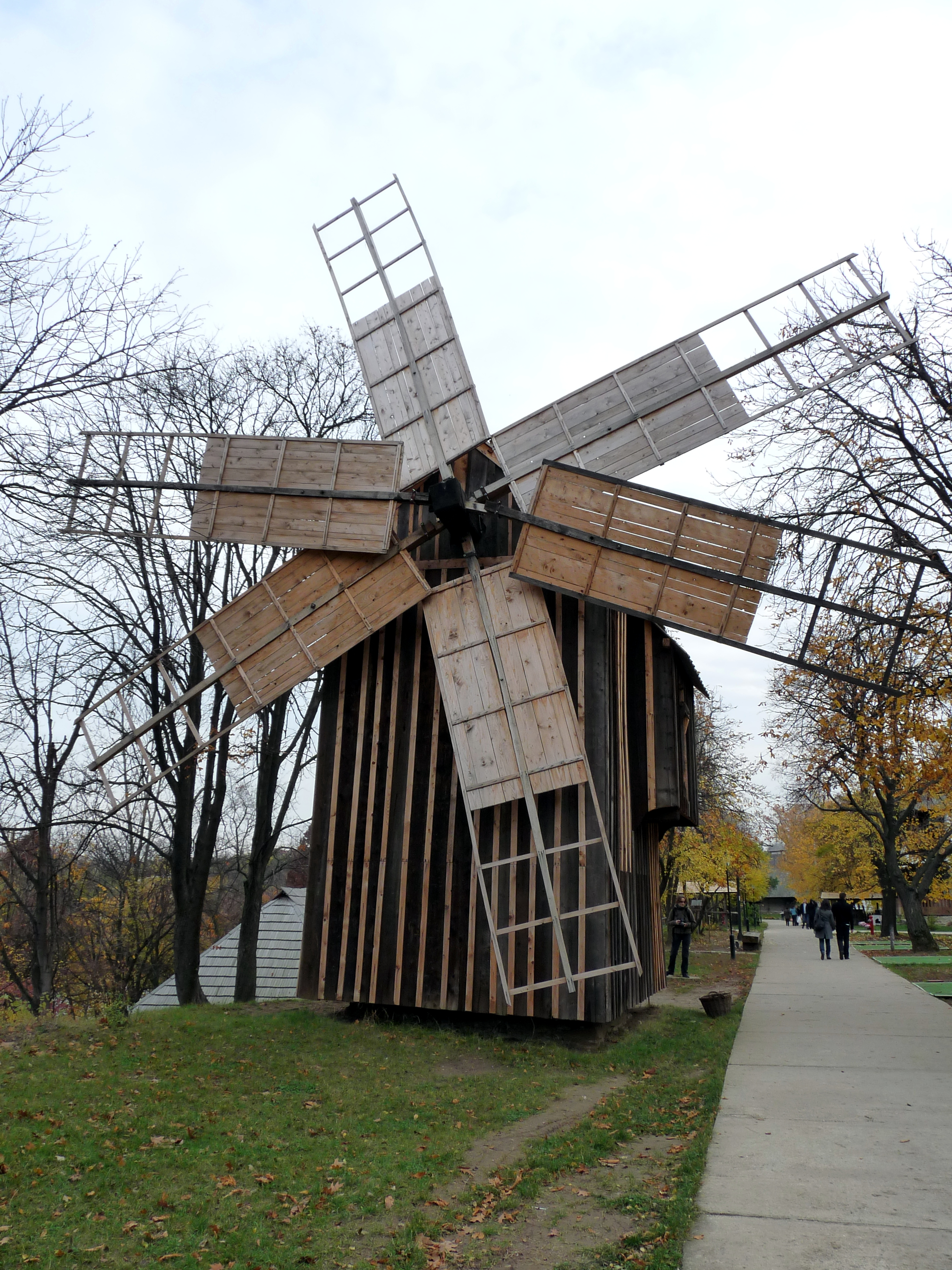
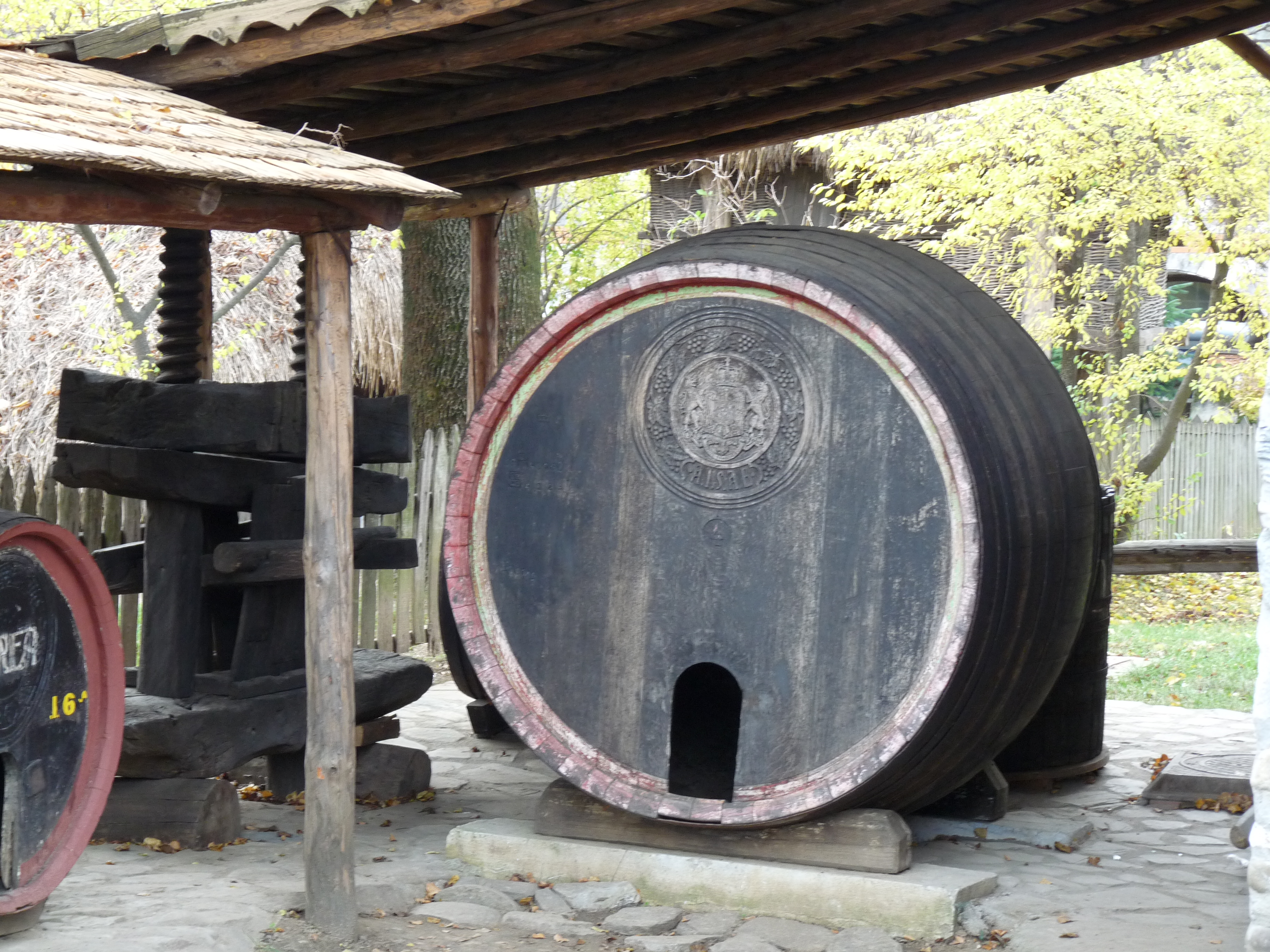
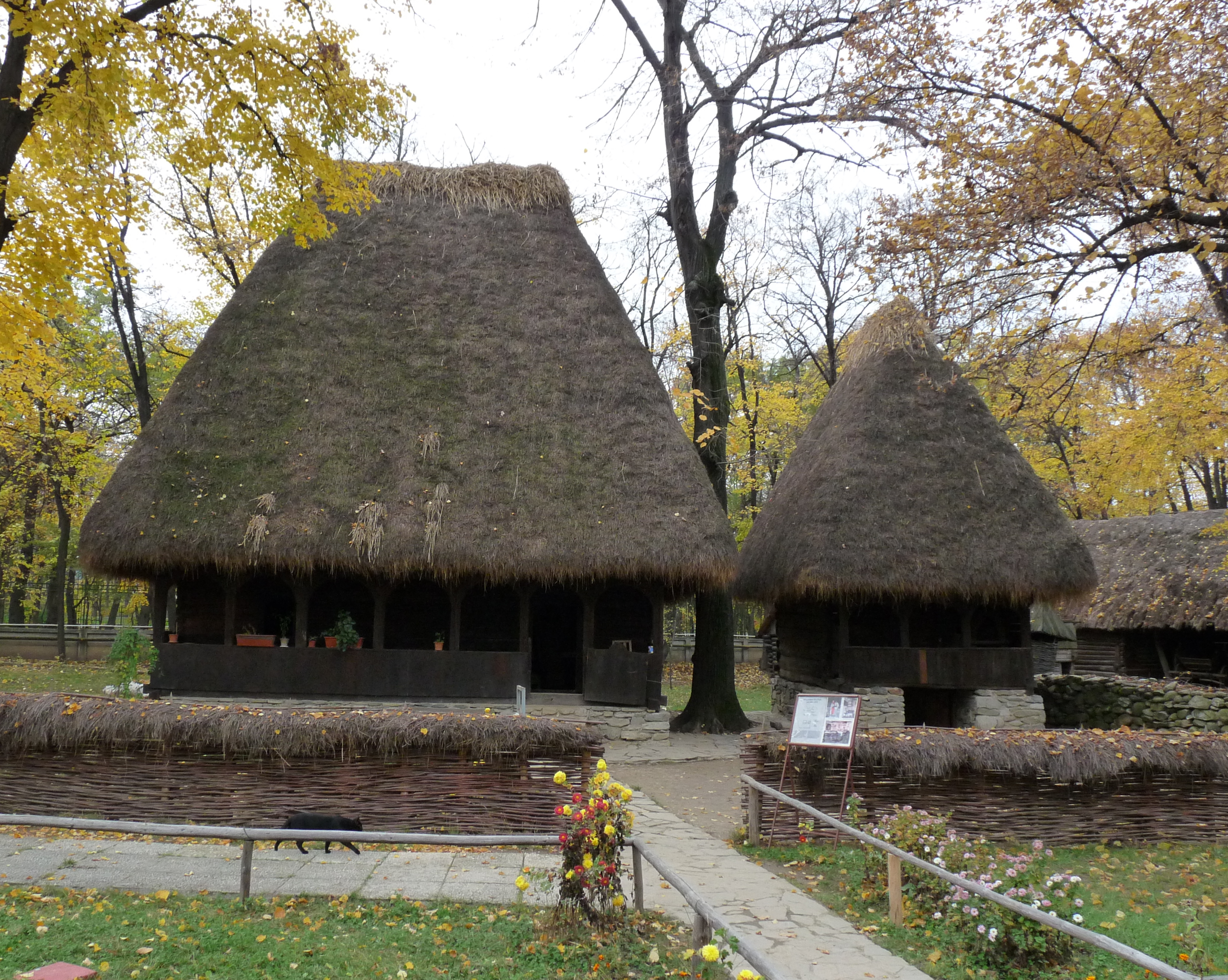
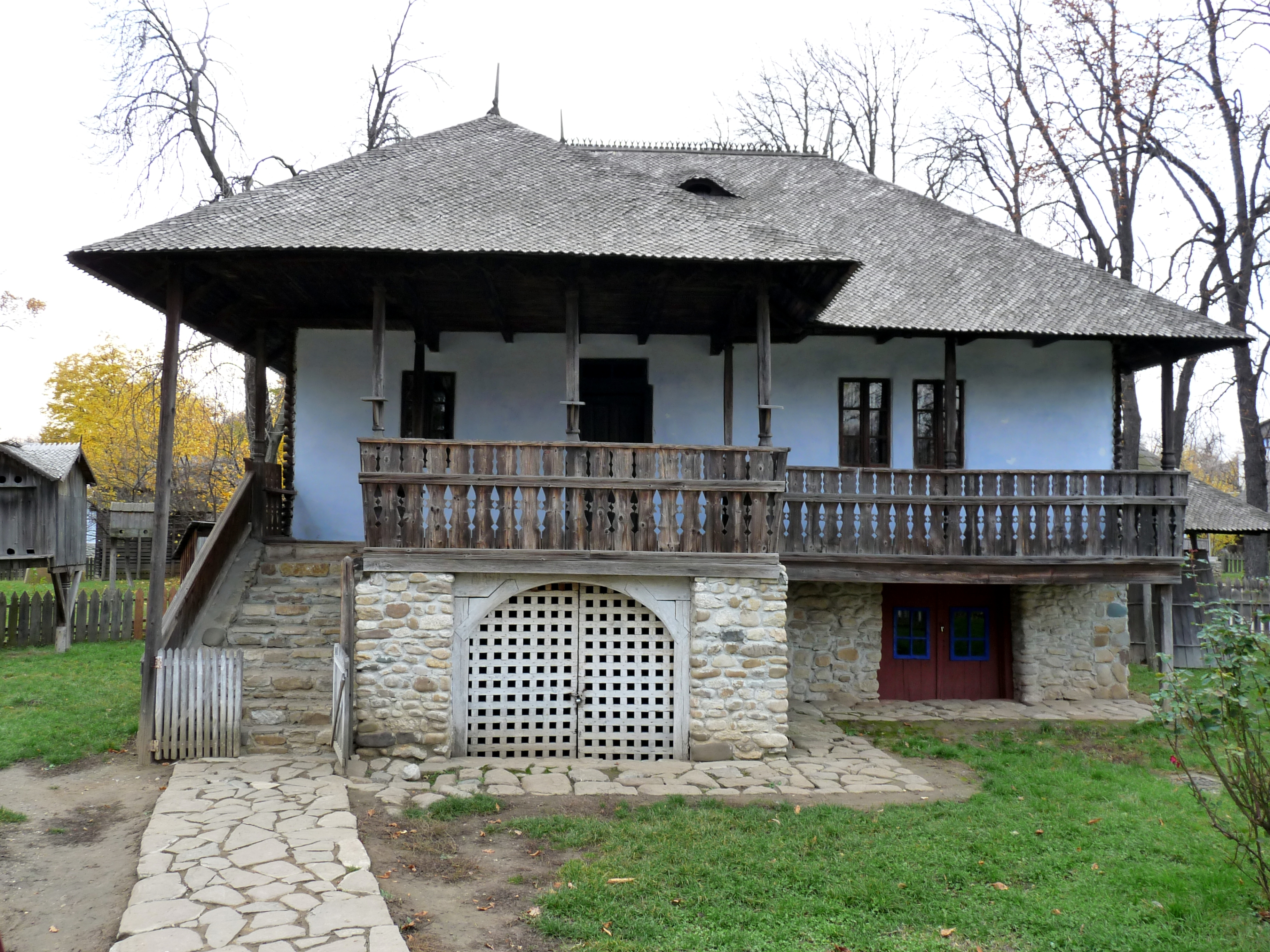
18世纪的房子巴克乌
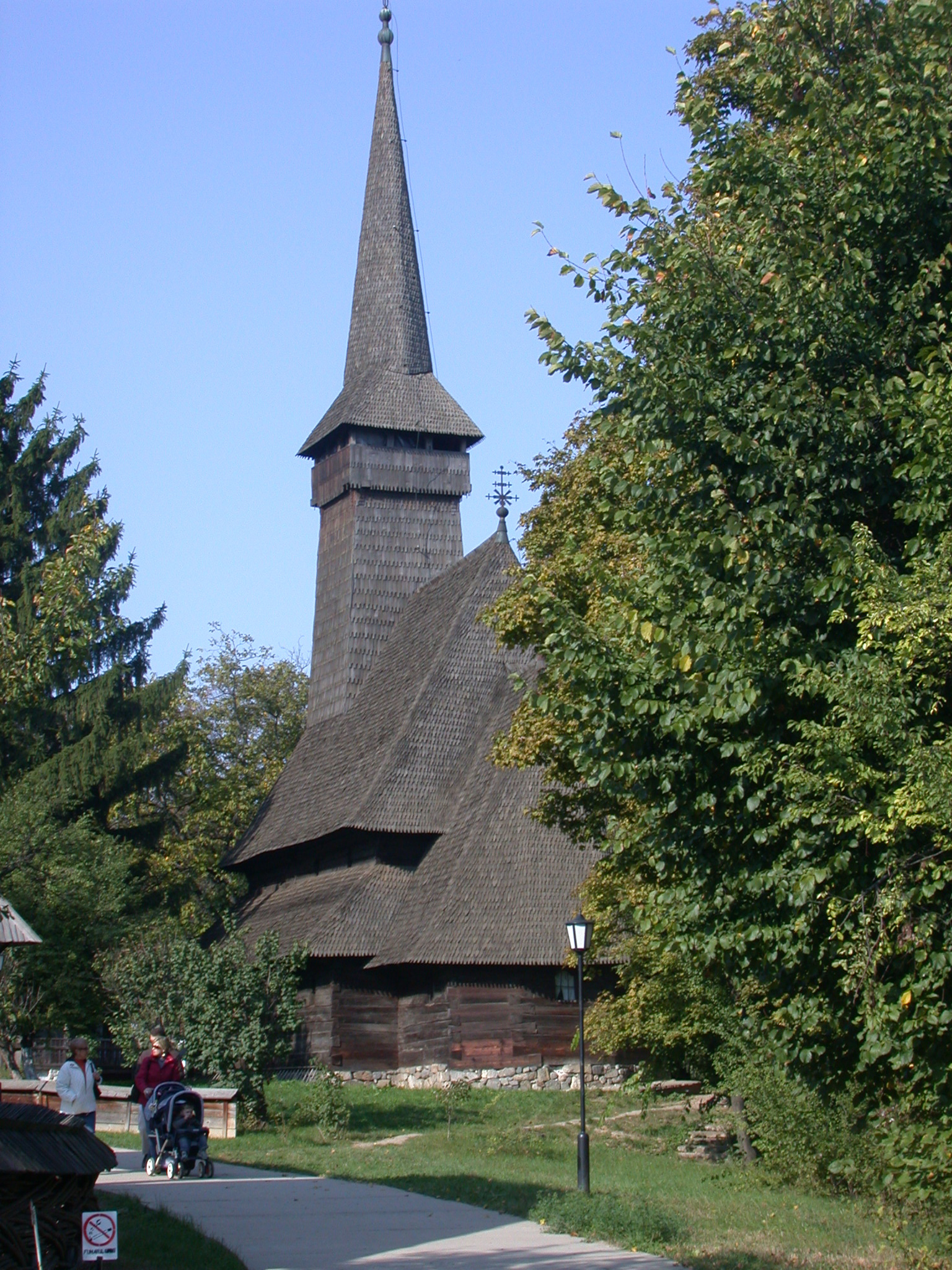
德拉戈米雷什蒂教堂
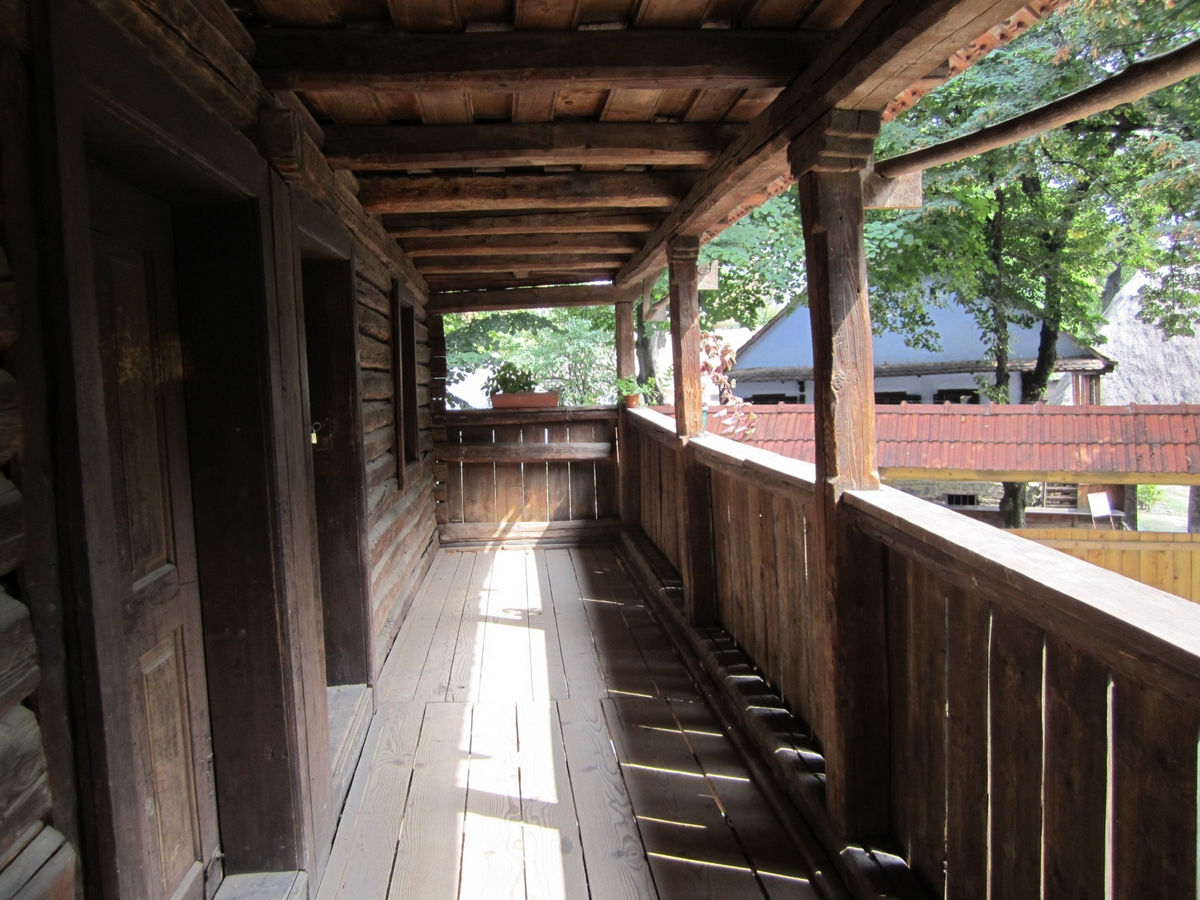
传统的阳台
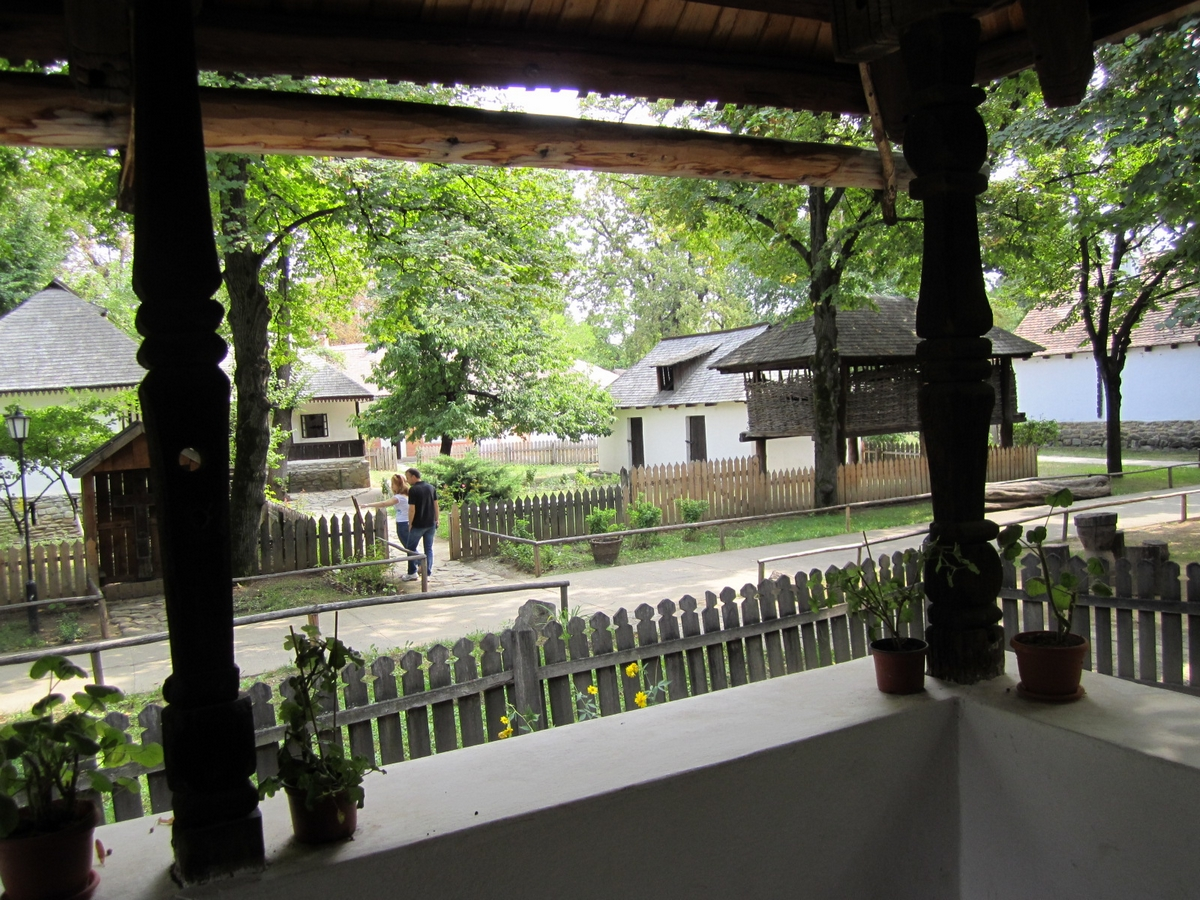
阳台景色
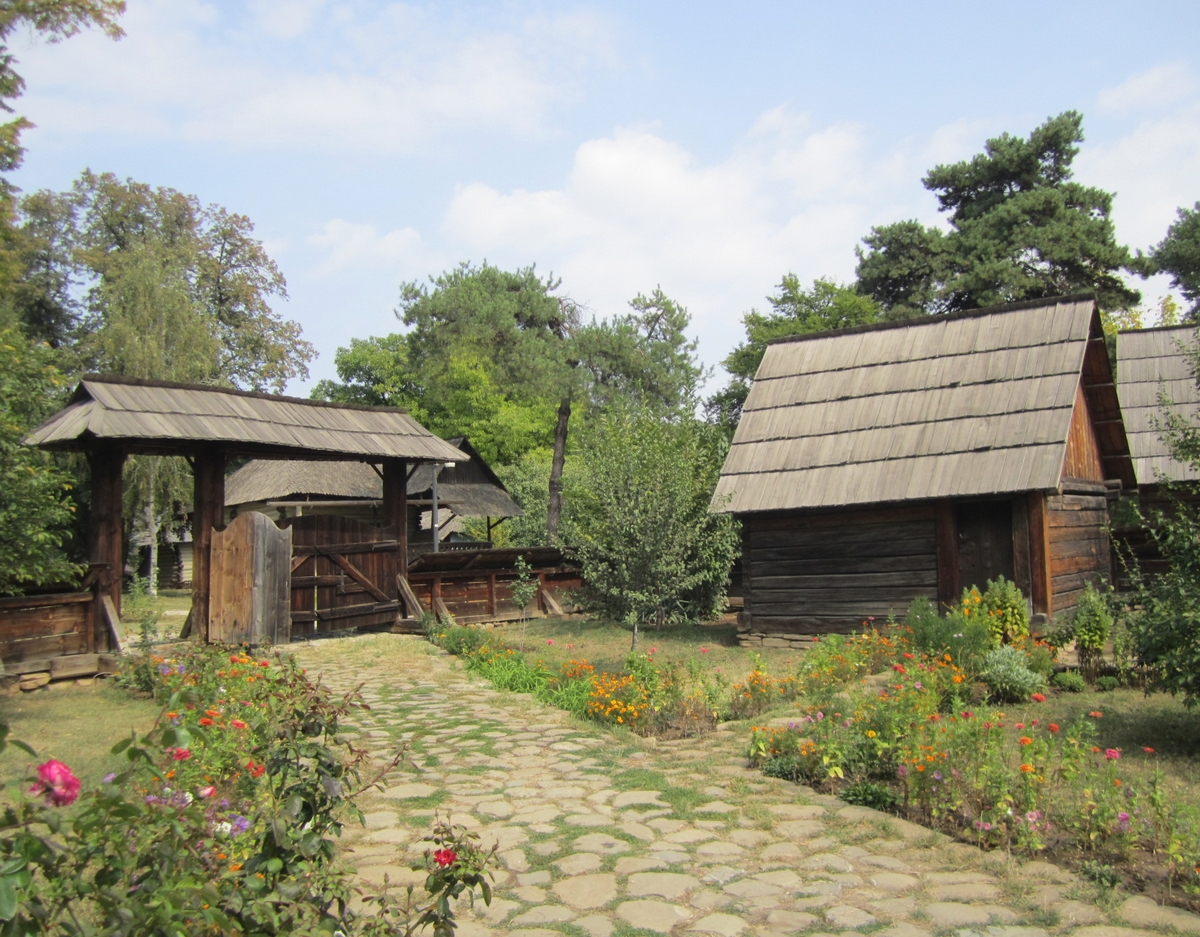
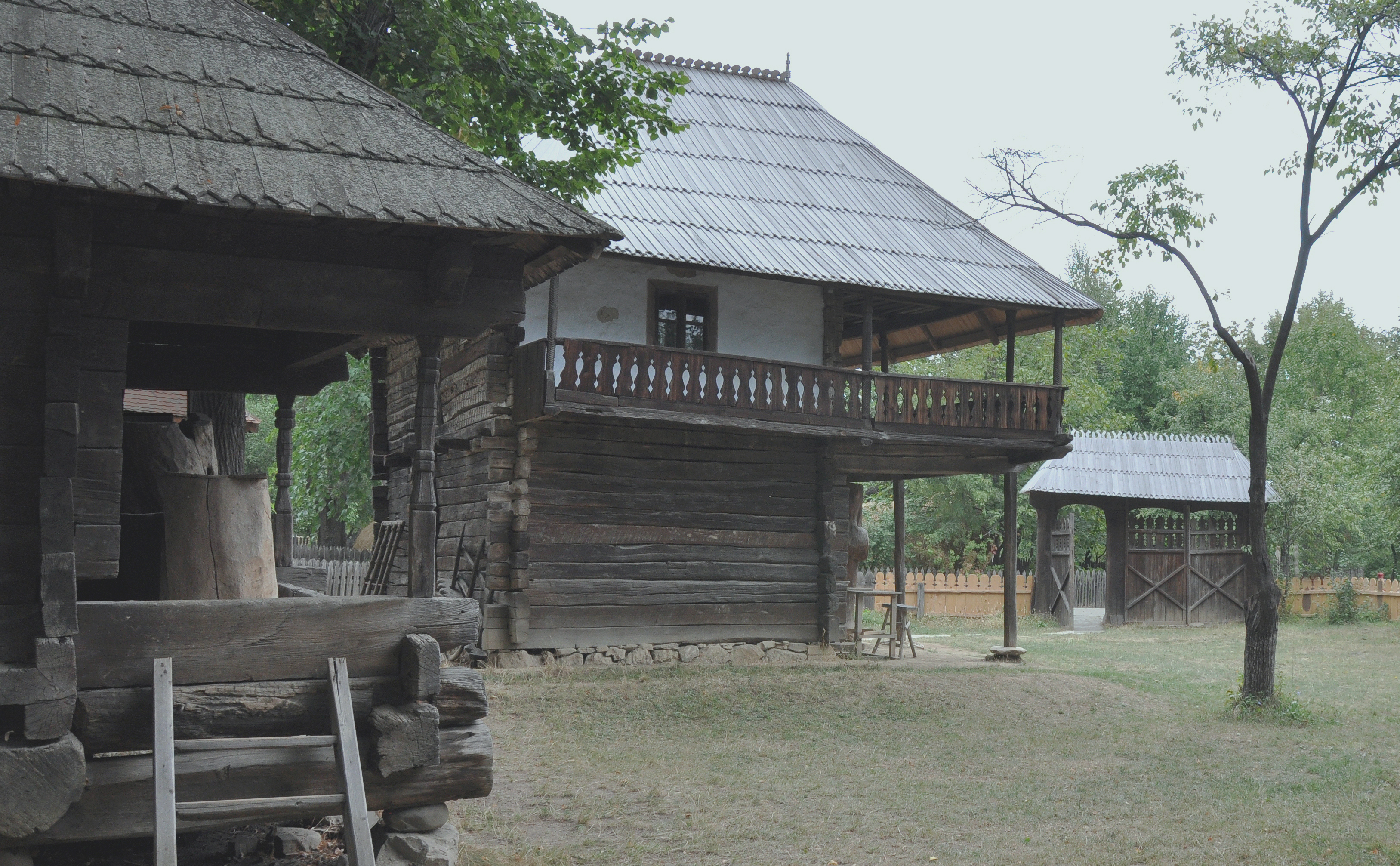
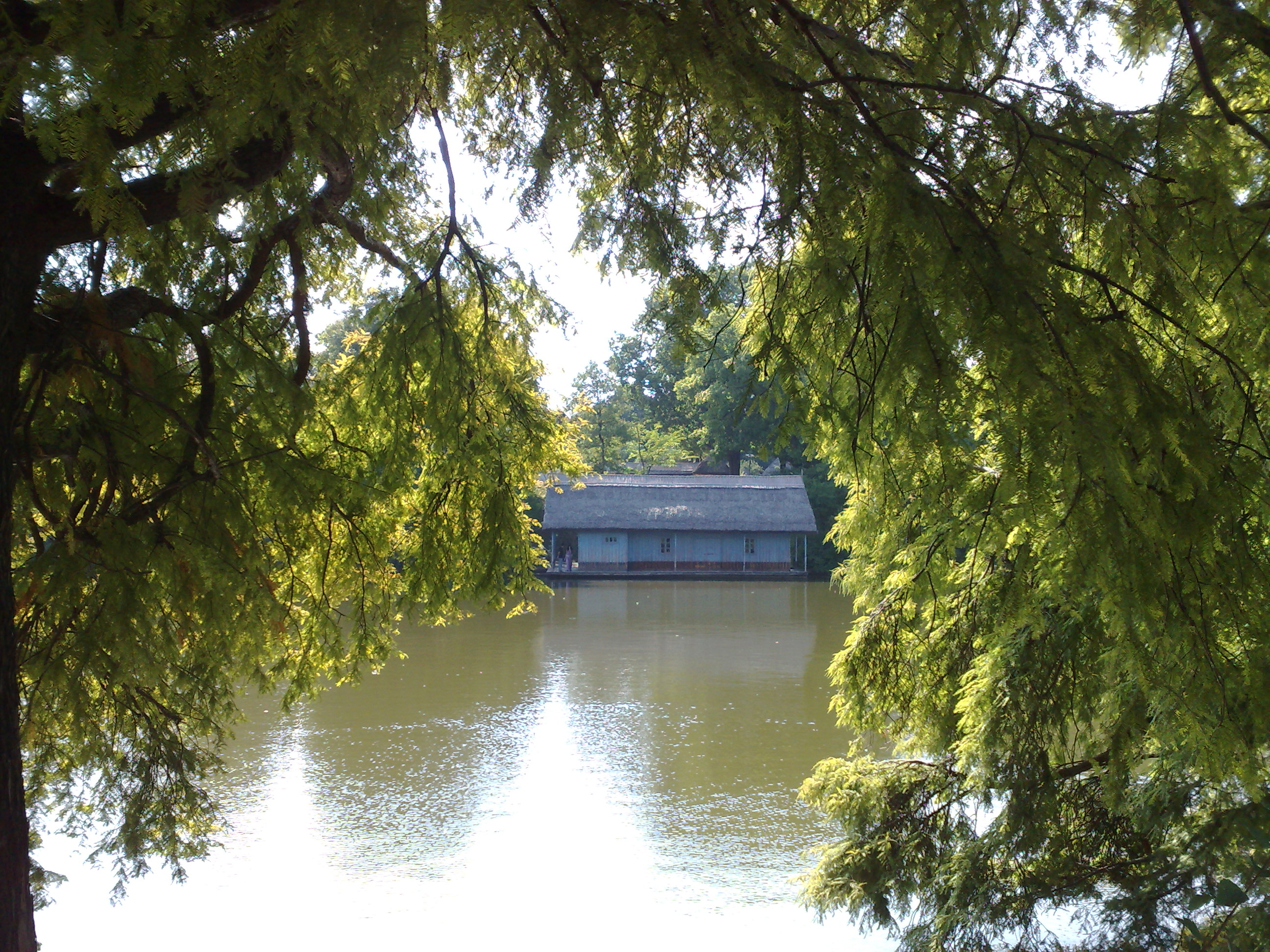
海勒斯特勒乌湖岸边的博物馆

## 外部連結
- Official website （页面存档备份，存于）
- （英文） Short description of the Village Museum